# Фолькер Цоц
Фо́лькер Цоц (нім. Volker Zotz; нар. 28 жовтня 1956, Ландау) — австрійський філософ, історик релігії, дослідник міфології, фахівець з буддизму та конфуціанству. Проягом десяти років (1989—1999) викладав у Японії, з 1999 року — професор Люксембурзького університету. З 2009 року проживає переважно в Індії.

## Біографія
Фолькер Цоц походить з пфальцької гілки тірольської родини Цоц, відомої з 15 століття. Батьки Фолькера переїхали до Ландау, де Фолькер і народився. Тут він закінчив гімназію. 1972 року, в шістнадцятирічному віці познайомився з Анґарікою Ґовіндою (Ернстом Лотаром Гоффманом), засновником ордену «Arya Maitreya Mandala» і популяризатором тибетського буддизму, який з 1928 року жив у Індії. Ця зустріч була визначальною для подальшого життя та зацікавлень Фолькера Цоца. Цього ж таки 1972 року Цоц вступив до ордену «Arya Maitreya Mandala». Ще під час навчання в гімназії Цоц активно контактував з іншими учнями Ґовінди. Після смерті Ґовінди він відійшов від його вчення, проте все життя вважав його своїм вчителем. В гімназії Цоц зробив свої перші літературні проби й за ініціативи Ганса Оттфрида Діттмера опублікував у його видавництві збірку віршів та одне оповідання.
1978 року Цоц поступив до Віденського університету, де вивчав філософію, історію буддизму та історію мистецтва. Науковим керівником його дисертації з філософії був Курт Рудольф Фішер, близький колега Пола Фейєрабенда. 1986 року Цоц захистив дисертацію «До рецепції, інтерпретації та критики буддизму» (нім. Zur Rezeption, Interpretation und Kritik des Buddhismus). в дисертації Цоц уперше дослідив вплив буддизму на німецьку літературу і мистецтво, а також історію буддійського руху в Німеччині.
Своє навчання в університеті Цоц кілька разів перервав через тривалі подорожі до Азії. 1979 року Цоц описав свою подорож суходолом з Індії до Європи у книзі «Відкрите життя і смерть».
Після університету Цоц працював викладачем-лектором у Віденському університеті прикладних мистецтв, він також читав курс про буддійське вчення та курс історії філософії у Віденському університеті.
1981 року Фолкер Цоц заснував часопис «Дамару», присвячений темам буддизму в інтерпретації послідовників Ґовінда, з часом він розширив спектр свого часопису, який став називатися «Дамару. Часопис міжкультурної духовності». З 2006 до 2012 року головним редактором журналу була дружина Фолькера Цоца культуролог та соуіальний антрополог Бірґіт Цоц.
1984 року Цоц опублікував книгу «Майтрея. Споглядання за Буддою та майбутнім» («Maitreya. Kontemplationen über den Buddha der Zukunft»), свою першу працю, присвячену буддизму.
У 1980-ті роки Цоц звернувся також дослідження сюрреалізму й написав розвідку, присвячену Андре Бретону.
З 1989 до 1999 року Фолькер Цоц жив у Японії, де викладав в університетах Рюкоку й Отані в Кіото, а також в університеті Рішшьо в Токіо. В Японії Цоц написав цілу низку книжок, присвячених буддизму, зокрема 1991 року – коротку біографію Будди за матеріалами з палійських рукописів. Цього ж року вийшла друком його книжка «Будда в чистій землі», присвячена Сінрану та так званій Істинній секті Чистої Землі. 1996 року Цоц опублікував одну зі своїх найважливіших праць — «Історі буддійсько філософії» («Geschichte der buddhistischen Philosophie»), де поисав початки буддизму в Індії та його розвиток у Китаї, Японії й Тибеті, а також показав роль буддизму в Європі.
Протягом 1999—2009 років Цоц обіймав посаду асоційованого професора Люксембурзького університету, де паралельно з викладанням продовжив активно публікувати нові праці, присвячені культурним та економічним проблемам Азії: «Нова економічна потуга на річці Ґанґ» («Die neue Wirtschaftsmacht am Ganges»), «Бізнес у країні сонця, що сходить» («Business im Land der aufgehenden Sonne») В Люксембурзі Цоц написав також дві книги, присвячені Конфуцію та конфуціанізму.
З 2009 року Фолькер Цоц проживає переважно в Індії, де продовжує свою наукову діяльність та публікацію нових книжок. Так 2015 року він опублікував третю книжку про вчення Конфуція «Конфуціанство» («Der Konfuzianismus»), що з'явилася в німецькому видавництві Marix Verlag.

## Праці
- Maitreya. Kontemplationen über den Buddha der Zukunft. Mit einem Vorwort von Lama Anagarika Govinda. Hannoversch Münden 1984, ISBN 3-87998-054-3
- Zur Rezeption, Interpretation und Kritik des Buddhismus im deutschen Sprachraum vom Fin-de-Siècle bis 1930. Historische Skizze und Hauptmotive. Wien: Phil. Diss., 1986
- Maitréja. Elmélkedések a jövö Buddhájáról. Körösi Csoma Sandor Buddhológiai Intézet, Budapest 1986
- Freiheit und Glück. Buddhas Lehren für das tägliche Leben. München 1987, ISBN 3-8138-0090-3
- André Breton. Rowohlt, Reinbek bei Hamburg 1990, ISBN 3-499-50374-3
- Erleuchtung im Alltag. München 1990, ISBN 3-8138-0175-6
- Buddha. Rowohlt, Reinbek bei Hamburg 1991, 6. Auflage 2001, ISBN 3-499-50477-4
- André Breton. Préface de José Pierre. Édition d'art Somogy, Paris 1991, ISBN 2-85056-199-1.
- Der Buddha im Reinen Land. Shin-Buddhismus in Japan. Diederichs, München 1991, ISBN 3-424-01120-7
- Buddha. Votobia, Olomouc 1995, ISBN 80-85885-72-7
- Geschichte der buddhistischen Philosophie. Rowohlt, Reinbek bei Hamburg 1996, ISBN 3-499-55537-9.
- Buddha. Hangilsa, Seoul 1997, ISBN 89-356-0136-5.
- Mit Buddha das Leben meistern. Buddhismus für Praktiker. Rowohlt, Reinbek bei Hamburg 1999, 12. Auflage 2012, ISBN 3-499-60586-4
- Konfuzius. Rowohlt, Reinbek bei Hamburg 2000, ISBN 3-499-50555-X
- Auf den glückseligen Inseln. Buddhismus in der deutschen Kultur. Theseus, Berlin 2000, ISBN 3-89620-151-4
- Die neue Wirtschaftsmacht am Ganges. Redline, Heidelberg 2006, ISBN 3-636-01373-4
- Buda, Maestro de Vida. Ellago Ediciones 2006, ISBN 84-95881-87-X
- Konfuzius für den Westen. Neue Sehnsucht nach alten Werten. O.W. Barth, Frankfurt am Main 2007, ISBN 978-3-502-61164-6
- Die Suche nach einem sozialen Buddhismus. Kairos, Luxembourg 2007, ISBN 2-9599829-6-7
- Historia Filozofii Buddyjskiej. Wydawnictwo WAM, Krakau 2007, ISBN 978-83-7318-878-5
- Business im Land der aufgehenden Sonne. Redline, Heidelberg 2008, ISBN 978-3-636-01449-8
- Kamasutra im Management. Inspirationen und Weisheiten aus Indien. Campus Verlag, Frankfurt am Main 2008, ISBN 978-3-593-38515-0
- Leitmotive des Ārya Maitreya Maṇḍala. Kairos Edition, Luxemburg 2013, ISBN 978-2-919771-06-6
- Der Konfuzianismus. Marix Verlag, Wiesbaden 2015, ISBN 978-3-7374-0975-9